# Casa de juntas de Avellaneda
La casa de juntas de Avellaneda es  un conjunto monumental situado en el barrio de Avellanada de la población de Sopuerta en Vizcaya en el País Vasco en España. Era el lugar donde se reunían los representantes de los concejos y valles de la merindad de Las Encartaciones, comarca vizcaína que mantuvo sus fueros hasta 1801. Actualmente es una de las tres sedes históricas de las Juntas Generales de Vizcaya, las otras dos son la casa de juntas de Guernica y la campa foral de Guerediaga en Abadiano.

## Historia
Desde la constitución del Señorío de Vizcaya en el siglo XIII con la suma a la llamada Vizcaya nuclear de Las Encartaciones y la Merindad de Durango, posteriormente en el siglo XVIII se unió Orozco, la Tierra Llana de Las Encartaciones y la Merindad de Durango mantuvieron sus propios fueros y juntas generales. 
La referencia documental más antigua que se conserva data de 1394 en la que se dice 

...todos estando juntos en la Junta General de Avellaneda, segun que lo han de vso e de costunbre de se juntar

En las reuniones celebradas durante la  Edad Media acudían varios representantes por cada entidad, lo que dificultaba su realización, lo que se determinó, ya en la Edad Moderna, que solo acudieran a las reuniones un representante por cada concejo encartado. Las juntas se celebraban  junto a un roble en las campas de Avellaneda y acudían a ellas los representantes de las familias nobles del territorio junto a sus soldados y parientes. Luego comenzaron a acudir representantes del pueblo llano y las presidía el Teniente Corregidor que era dependiente del Corregidor General y representaba a la corona en el señorío de Vizcaya.
Al principio regentaba y administraba justicia en el territorio encartado el Prestamero Mayor de Vizcaya. Con el establecimiento del Corregimiento en Vizcaya y de sus Tenientes Generales en 1401, existió un Teniente General o Alcalde Mayor que no podía ser vizcaíno, sino de la otra banda del Ebro. Este residía en Avellaneda. Se trataba de un hombre versado en letras y de nombramiento real que conocía y juzgaba causas civiles, criminales, políticas, gubernativas y militares sin excepción alguna. De su sentencia se podía apelar a la del Corregidor, suprema autoridad de Juez mayor que representaba a la autoridad real y que residía en la Chancillería de Valladolid.
La merindad de Las Encartaciones estaba organizada en  las diez repúblicas se gobernaban con una administración simple y elemental, de costumbres y uso, reuniéndose en Concejo abierto previa convocatoria de vecinos, que presidían los más ancianos, versados o entendidos. Basaba su autoridad en el Fuero de Uso y Costumbres cuya escritura data del año 1394. La Ordenanza de Las Encartaciones, o Fuero, fue escrito bajo los auspicios del Corregidor Gonzalo Moro, se componía de 45 artículos o apartados. Para su escritura se tuvo en cuenta la Ordenanza de la Hermandad de Vizcaya, encabezándola un proemio, modificándose algunas penas, intercalando en sus capítulos algunas disposiciones propias y añadiendo algunas leyes de carácter civil. El proemio nos da cuenta del desorden social reinante en aquel entonces y de la causa por la que se escribe el Fuero:

En el nombre de Dios, amén. Porque los buenos homes de Las Encartaciones en justicia quieren vivir, y los Fueros antiguos por no ser reducidos a escritura son olvidados e han usado algunos que son contra derecho e son en grande relevamiento de los males por se atrever a facer muchos maleficios por esfuerzo de tales usos que les no daban pena alguna, por la cual razón los buenos homes de Las Encartaciones no se atreven a venir por que los malos con su malicia son multiplicados y los buenos que en paz quieren vivir son abajados. Por ende acordaron todos estando juntos en la Junta General de Avellaneda, según que lo han de uso e costumbre de se juntar, con el doctor Gonzalo Moro, oidor de la audiencia de nuestro Señor el Rey, e corregidor e veedor de Vizcaya e de Las Encartaciones e en Guipúzcoa, de ordenar estos capítulos de este cuaderno para que por ellos de aquí adelante se rijan e mantengan en justicia, entendimiento de suplicar a la merced del dicho Señor Rey para que les dé e confirme estos capítulos e cuadernio por Fuero.

En este Fuero se afirma clara y terminantemente que a la Junta de Avellaneda compete el derecho de determinar cuál es la ley de Las Encartaciones, y la suprema interpretación de la misma.
Los concejos que conformaban la merindad de Las Encartaciones celebraban sus asambleas ante  las puertas de las iglesias y bajo los árboles notables:
Lugares de celebración de los concejos
| #  | REPÚBLICA           | CONCEJO                                      |
| -- | ------------------- | -------------------------------------------- |
| 1  | Los Tres Concejos   | Ermita de San Bernabé (Campo de Urioste)     |
| 2  | Los Cuatro Concejos | Fuente de Musques o campo del Casal          |
| 3  | Carranza            | Encino de Soscaño o campo de Concha          |
| 4  | Gordejuela          | Iglesia San Juan de Molinar                  |
| 5  | Trucios             | Iglesia San Pedro de Romaña                  |
| 6  | Arcentales          | Árbol de San Miguel de Linares               |
| 7  | Güeñes              | Iglesia de Nuestra Señora                    |
| 8  | Zalla               | Iglesia San Miguel Arcángel o puente de Lusa |
| 9  | Galdames            | Iglesia de San Pedro de Galdames             |
| 10 | Sopuerta            | Fuente de El Carral                          |

A partir de 1495 acuden a las juntas un representante de cada concejo o valle de Las Encartaciones y las preside el Teniente Corregidor. No participaban en ellas los representantes de las villas de  Valmaseda, Lanestosa y Portugalete a tener un fuero diferente al de los entes encartados.
En 1325 se separa de Las Encartaciones el Valle de Villaverde, actualmente integrado en Cantabria. Las anteiglesias de San Vicente de Baracaldo y Alonsotegui aún con vínculos de vecindad con Las Encartaciones quedaron dentro  del Cuerpo político del Señorío de Vizcaya y acudían a las Juntas de Guernica. Baracaldo lo hizo tras recibir el fuero de Vizcaya en 1366 ya que hasta ese momento era uno de los componentes del valle de Somorrostro. Alonsotegui formó parte de  Arrigorriaga entre finales del siglo XV y principios del XVI, y del de Baracaldo desde 1888 hasta 1990 año en que se constituyó como municipio independiente.
En las Juntas Generales de Vizcaya, que se reunían en Guernica, las Juntas de Las Encartaciones, mandaban a uno o dos representantes. La relación entre ambos organismos no estuvo exenta de fricciones que con la política de integración del Señorío llevada a cabo a partir del siglo XVII se produjeron problemas dentro los propios encartados. En la segunda mitad del siglo XVII se proclamaron las "Repúblicas Unidas" formadas por   el valle de Gordejuela, el concejo de Güeñes, el concejo de Zalla, el concejo de  Galdames y los tres concejos del valle de Somorrostro que eran San Jorge de Santurce, Santa María de Sestao y San Salvador del Valle de Trápaga que mantenían la pertenencia política al cuerpo de Las Encartaciones pero participaban en las juntas generales con voto propio.
El 1801 de determinó la integración plena de La Encartaciones en las Juntas Generales de Guernica, suspendiéndose la  celebración las Juntas Generales de Avellaneda. En 1876 se abolieron los fueros y se disolvieron las Juntas Generales de Vizcaya recuperándose nuevamente en 1979.
Con la nueva ordenación del territorio del País Vasco surgida con el estatuto de autonomía en Vizcaya se constituye la comarca de Las Encartaciones  formada por los  municipios de Arcentales, Galdames, Gordejuela, Güeñes, Carranza, Lanestosa, Sopuerta, Trucíos y Zalla. Los concejos del valle de Somorrostro y la villa de Portugalete forman parte de la comarca del Gran Bilbao.

## Componentes de la merindad de Las Encartaciones
Los concejos y valles de Las Encartaciones son  el valle de Gordejuela, el concejo de Güeñes, el concejo de Zalla, el concejo de  Galdames,  el valle de Carranza, el concejo de Sopuerta,  el valle de Turcíos, el valle de Argentales y los concejos del valle de Somorrostro de Santurce, San Salvador del Valle de Trapaga, Sestao, San Julián de Musques, San Román de Ciérvana, Abanto de Yuso, también llamado Santa Juliana de Abanto y Abanto de Suso, también llamado San Pedro de Abanto. 
Las Encartaciones se estructuraban en  diez repúblicas, que eran los entes que mantenían el fuero:
- Valle de Somorrostro con dos entidades:
  - Los Tres Concejos: Santurce, Sestao, y San Salvador del Valle.
  - Los Cuatro Concejos: Musques, Ciérvana, Abanto de Suso y Abanto de Yuso.
- Valle de Salcedo formado por dos concejos:
  - Concejo de Güeñes, dividido en cuatro cuadrillas: Berbejillo, Goicouria, Sanchosolo y La Ribera.
  - Concejo de Zalla con las cuadrillas de Mimetiz (Corillo), Aranguren, Sollano, Taramona (La Herrera) y Valdahedo (Ocharán).
- Valle de Carranza (en latín: Carrantium) con los concejos menores de Sierra, San Esteban y Soscaños, Santecilla, Biañez y Ahedo.
- Valle de Gordejuela, dividido en las cuatro cuadrillas de Zaldu, Zubiete, Sandamendi e Irazagorria.
- Valle de Trucios, que cuenta con los tercios de La Puente, La Calera, Gordón, Cueto, Romaña y Pando.
- Valle de Arcentales (¿argentales o lugar de plata?), compuesto por los lugares de [Linares y Traslaviña.
- Concejo de Galdames está dividido en cuatro anteiglesias: Galdames de Suso, Galdames de Yuso, Loizaga y Montellano.
- Concejo de Sopuerta (en latín: Subporta) está dividido en seis anteiglesias: Carral, Mercadillo, Baluga, Olabarrieta, Veci y Avellaneda.

Las villas de  Valmaseda, Lanestosa y Portugalete  no formaban parte de las Juntas Generales de Las Encartaciones. Hasta 1325 el Valle de Villaverde estaba dentro de la institución pero se separó. Las anteiglesias de Baracaldo y Alonsotegui se unieron a la Vizcaya nuclear y los valles de la comarca de Moneo, actualmente comarca de Las Merindades, en el norte de la provincia de Burgos, Moneo, Villarán, Bustillo, Bascuñuelos, Villalacre, Villaverdin, Momediano y Paresotas participaron en las Juntas de Las Encartaciones  durante parte de la Edad Media.

## La casa de Juntas

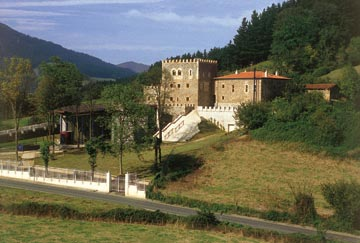
Casa de Juntas de Avellaneda

El primer edificio destinado a la realización de las reuniones de las Juntas de Las Encartaciones se levantó a comienzo del siglo XVI, antes de eso, sobre el siglo XIV,   las reuniones de celebraban en un descampado cercano a la casa torre de los señores de Avellaneda.
En 1535 el edificio ya tenía dos plantas, en la planta bajo estaría la cárcel mientras que en la segunda el auditorio. El mal estado del edificio llevó a que en 1592 se decidiera la construcción de uno nuevo que se entró en servicio en 1635. Era un edificio de planta cuadrada cubierto a cuatro aguas con un arco de entrada sobre el que se situaba el escudo. En 1806 se deja de usar al ser disueltas las Juntas Generales encartadas.
Junto al edificio del concejo se construyeron otras equitaciones. Frente a él se construyó  la ermita del  Ángel Custodio que se derribó en 1771 para la posada de junteros  y a su lado se levantó nueva ermita, que fue redificada en la década de 1960.
La posada de junteros se construyó en 1771 con el fin de albergar a los asistentes a las reuniones de las juntas. Es un edificio a cuatro aguas de estilo barroco.
En 1597 se adquirió en edificio cercano a la Casa de Juntas a  Santiago de Urrutia para destinarlo a vivienda del Corregidor. En 1750 se decide demolerlo y alzar uno nuevo.
En 1901 la Diputación Foral de Vizcaya encarga al arquitecto provincial Antonio Carlevaris la recuperación de parte del conjunto monumental que estaba en muy mal estado por su abandono desde la abolición de las juntas encartadas cien años antes. Se recuperó, manteniendo el aspecto exterior pero cambiando en interior, la Casa de Juntas, la cárcel y la Casa del Corregidor. En 1931 Diego de Basterra realiza una reforma interior de las instalaciones para crear un museo.
Entre 1942 y 1957 se realiza una reforma integral de conjunto monumental. Bajo la dirección de  Eugenio de Aginaga  se añade un piso más a la casa de juntas, se la dota de almenas y se abren ventanas de carácter románico y renacentista y se une, mediante un voladizo, la casa de juntas con la casa del Corregidor dándole el aspecto actual al conjunto que queda fijado por la intervención de 1989 realizada por los arquitectos Javier Muñoz y Josu Urriolabeitia que añadieron un  un nuevo cuerpo de formas modernas delante de la casa de juntas. Se realizó una nueva distribución del interior para adecuarlo al uso como museo y oficinas.
Se crea el Museo de Las Encartaciones, que sustituye al  al Museo de la Casa de Juntas de Avellaneda que se había creado en 1968.

## Museo de Las Encartaciones
En el conjunto monumental de la Casa de Juntas de Avellaneda se ubica el museo de Las Encartaciones. El 26 de julio de 1934 se inauguró el museo de Las Encartaciones tras la reforma de los edificios forales encargada por la Diputación Foral de Vizcaya al arquitecto  Diego Basterra. Tras la guerra civil, en 1942   la diputación encarga al arquitecto Eugenio de Aguinaga una reforma que se prolongará hasta que el 11 de mayo de 1968 se inaugura el Museo de la Casa de Juntas de Avellaneda. En esta ocasión el aspecto del conjunto de edificios cambio muy radicalmente ya que se le doto de un aspecto de torre medieval  con almenas y ventanales, integrando una escalera de caracol y una cárcel en el interior. Se decoraron las salas con piezas originales y con reproducciones y se realizó una decoración al gusto de torre medieval con lanzas, escudos y tapices.
1989 se decide una renovación integral de las instalaciones. La Diputación encarga a los arquitectos Javier Muñoz, Josu Urriolabeitia y Susana Menoyo que realizan una adecuación de los espacios en los diferentes edificios, creando salas museísticas en la Casa del Juntas y oficinas en la casa del Corregidor y construyendo un nuevo edificio frente a los existentes. Dotaron a las instalaciones de un jardín y un salón de actos. Completaron el museo con piezas diversas y se elaboró un discurso histórico sobre Las Encartaciones.  El 26 de octubre de 1994 se inauguró el Museo de Las Encartaciones que tiene como objetivo al difusión cultural mediante el desarrollo de proyectos de investigación, exposiciones, publicaciones, actividades pedagógicas, restauración y compra de patrimonio y la organización de actividades culturales.